# 吗啉胍
吗啉胍（Moroxydine），也称为“盐酸吗啉胍"”吗啉咪胍”“吗啉双胍”或“病毒灵”，是一种在二十世纪五十年代面世的藥物，为治疗流行性感冒而开发的，當時作为潜在抗病毒药具有杂环的双胍类有机物。作为药物时该化合物常以吗啉胍盐酸盐的形式生产。

## 物理性质
吗啉胍常态下为白色结晶性粉末，无臭，味微苦。其在206℃时熔化，在212℃时分解。吗啉胍易溶于水，微溶于乙醇及乙醚，几乎不溶于氯仿。

## 适应症
吗啉胍为广谱抗病毒药，临床中主要用于治疗流感病毒和疱疹病毒引起的感染及水痘、扁平疣等。其疗效具有争议性。

## 药代动力学
吗啉胍能降低病毒的DNA聚合酶或RNA聚合酶的活性，从而抑制病毒繁殖，对病毒增殖周期各个阶段均有抑制作用。对游离病毒颗粒无直接作用。

## 不良反应
由服用吗啉胍引起的常见不良反应包括流汗、食欲低下及血糖降低等，罕见滑精。

## 各地区使用情况

### 中国大陆
中国大陆国家药监局于1999年底发出了一份名为“国药管安1999421号”的文件《关于公布拟停止使用非抗生素类抗感染药和解热镇痛类药品地方标准品种论证结果的通知》。四川省药监局于2000年3月7日，向各地市州医药部门及有关企业发出“川药管药政字[2000]第56号”文称：按国家药监局通知要求将我省已列入“停止使用的品种名单”中的病毒灵片(盐酸吗啉胍片)的生产批准文号予以撤销。从文到之日起，我省药品生产企业应立即停止该品种的生产；已生产出产的可继续销售到2000年6月15日为止。”停用原因：药效不确切以及国家药品的标准发生了变化。

2014年3月13日西安市政府召开的发布会获悉，西安两所给幼儿违规服用处方药“病毒灵”的幼儿园已有5位相关责任人被刑事拘留。警方初步查明，幼儿园方面为提高幼儿出勤率，增加幼儿园收入，从2008年开始就购入处方药品违规给幼儿服用。